# Glenea leucosignatipennis
Glenea leucosignatipennis là một loài bọ cánh cứng trong họ Cerambycidae.